# Ḩerārūn
Ḩerārūn (persiska: حرارون, Herārūn) är en ort i Iran.   Den ligger i provinsen Kerman, i den sydöstra delen av landet, 1 000 km sydost om huvudstaden Teheran. Ḩerārūn ligger 1 152 meter över havet och antalet invånare är 233.
Terrängen runt Ḩerārūn är huvudsakligen platt, men norrut är den kuperad.Runt Ḩerārūn är det glesbefolkat, med 14 invånare per kvadratkilometer. Närmaste större samhälle är Bam, 8,5 km öster om Ḩerārūn. Trakten runt Ḩerārūn är ofruktbar med lite eller ingen växtlighet.